# حور يوناني
حور يوناني (الاسم العلمي:Populus yunnanensis) هو نوع من النباتات يتبع جنس الحور من الفصيلة الصفصافية.